# 柳亭燕路 (5代目)
5代目 柳亭 燕路（りゅうてい えんじ、1885年（明治18年）12月28日 - 1950年（昭和25年）6月25日）は、明治から昭和にかけての落語家。本名・武田新之助。

## 経歴
はじめは竹本玉太夫という名の義太夫語りであった。
2代目三遊亭圓遊に入門して「新遊」を名乗る。その後、三遊亭圓輔を経て三遊亭若圓遊となる。
1918年（大正7年）、4代目春風亭柳枝の門下に移り、4代目春風亭柳條を名乗る。
一時期、春風亭晴志に改名したが、その後再び柳條となる。
1943年5代目柳亭燕路を襲名した。
1950年 に死去。享年66（満64歳没）。

## 芸風・人物
新作落語の創作に長け、『抜け裏』や『長屋の算術』などを手がけた。また『お見立て』や『代脈』を当時の世相に合わせて改作する（前者は遊女をカフェーの女性店員に、後者は駕籠を人力車に置き換えた）こともおこない、6代目柳亭燕路は『古今東西落語家事典』の中で「今となってはまったくのアンバランスで妙な感じがするものの、改作当時は、まだそれらを納得することができる時代であったのかもしれない」と評している。
浪曲の台本も手がけ、浪曲師の歌と自分の台詞を組合わせたレコードも残している。